# 路易·雷诺
路易·雷诺（1877年2月12日—1944年10月24日），法国实业家，汽车工业先驱之一，雷诺汽车创始人之一。

## 生平
1901年3月10日，與兄弟馬塞爾·雷諾及費爾南·雷諾創立名為Société Renault Frères的雷諾汽車。透過他的創新和優異的設計，以及積極投入賽車，讓雷諾汽車在短短幾年快速擴張。
1916年，一戰期間，受法國裝甲兵之父埃斯蒂安（將軍）委託共同研發FT-17超輕型坦克，是世界上第一款安裝旋轉炮塔的坦克，也是現代戰車鼻祖，直至今日戰車內部的設計依然受其影響。
1940年，二戰期間，納粹德國軍隊入侵法國。路易·雷诺選擇與維琪政府合作，以免其工廠與設備被拆移到德國。在納粹德國佔領法國期間，公司受德國人所掌控。1942年3月3日，在塞甘島(Île Seguin)的雷諾工廠，遭英國皇家空軍轟炸；同年，路易·雷诺的健康惡化；年底，罹患失語症，不能說也不能寫。
1944年，納粹德軍被趕出法國。當年9月22日，他被逮捕，監禁於弗雷斯纳(Fresnes)監獄，罪名是與納粹德國工業合作。最後，在10月24日死於獄中。
1944年10月，法國臨時政府將路易·雷诺的公司收歸國有。